# Mathilde von Habsburg
Mathilde von Habsburg (auch Mechthild genannt) (* 1251/1253 in Rheinfelden, Herzogtum Schwaben; † 22. oder 23. Dezember 1304 in München) war ein Mitglied des Hauses Habsburg. Sie war Ehefrau von Ludwig dem Strengen, Herzog von Oberbayern und Pfalzgraf bei Rhein.

## Familie
Mathilde wurde als älteste Tochter von Graf Rudolf IV. von Habsburg, später römisch-deutscher König, und seiner ersten Frau Gertrud (Anna) von Hohenberg geboren. Sie hatte fünf Schwestern und vier Brüder, von denen sie die Älteste war. Ihr Bruder Albrecht I. folgte 1298 dem Vater als römisch-deutscher König nach. Der Bruder Hartmann ertrank 1281, sein Bruder Rudolf wurde Herzog von Schwaben, starb aber 1290.

## Wahl ihres Vaters und Heirat
Bis zur Königswahl ihres Vaters am 1. Oktober 1273, waren die Habsburger ein relativ unbedeutendes Geschlecht im Reich. Nach der Phase des Interregnums (1250–1273) wurde Rudolf einmütig von den Wahlfürsten gewählt. Damit Rudolf seine Königswahl und –Herrschaft sichern konnte, wendete er eine kluge Heiratspolitik an. Er verheiratete seine Tochter Mathilde mit dem Reichsvikar Ludwig II. Er war derjenige unter den Wahlfürsten, der die einmütige Wahl öffentlich verkündete, sodass es von Rudolfs Interesse war, sich die Stimme des Pfalzgrafen zu sichern. Am 24. Oktober 1273, dem Tag der Krönung Rudolfs I., fand in Aachen die Hochzeit von Mathilde und Ludwig statt, womit sie seine dritte Ehefrau wurde. Ihre Schwester Agnes heiratete am gleichen Tag den sächsischen Wahlfürsten Albrecht II. von Sachsen. Von nun an gehörte das Habsburger Geschlecht zu den großen Fürsten im Reich. Drei Tage nach Mathildes Hochzeit verpfändete Rudolf für die 10.000 Mark Mitgift seinem Schwiegersohn die Burgen und Städte Nürnberg, Ravensburg, Altdorf, Memmingen und Kaufbeuren.
Später heiratete Mathildes Schwester Katharina Otto III. von Niederbayern, ihre Schwester Hedwig Otto VI., Markgraf von Brandenburg-Salzwedel, Klementia Karl Martell, Titularkönig von Ungarn und Guta König Wenzel II. von Böhmen. So sicherte Rudolf I. sich die Unterstützung der mächtigen Fürsten im Reich.

## Ehe und Nachkommen
Ihr Vater zahlte eine Mitgift von 15.000 Mark Silber. Zur Hochzeit schenkte ihr Ludwig die Burgen Wolfsburg und Winzigen und die Stadt Neustadt. 1274 schenkte Rudolf I. dem Ehepaar die Burg Wachenheim.
Am pfälzischen Hof verfügte Mathilde über eine eigene Hofhaltung, einen Hofmeister sowie über einen Richter, Notar und eine eigene Kanzlei. Des Weiteren übte sie eine Schirmherrschaft über das Dominikanerkloster Altenhohenau aus.
Aus der Ehe zwischen Mathilde und Ludwig II. gingen fünf Kinder hervor:
- Rudolf I. (1274–1319) ⚭ 1294 in Nürnberg Mechthild von Nassau (1280–1323)
- Mechthild (Mathilde) (1275–1319) ⚭ 1288 in Ulm Herzog Otto II. von Braunschweig-Lüneburg (1266–1330)
- Agnes (1276–1340)

1. ⚭ 1290 Landgraf Heinrich von Hessen (1264–1298)
2. ⚭ 1298/99 Markgraf Heinrich I. von Brandenburg und Landsberg (1256–1318)

- Anna (* 1280), Nonne im Kloster Ulm
- Kaiser Ludwig IV. (1282–1347)

1. ⚭ 1308 Beatrix von Schlesien-Schweidnitz (1290–1322)
2. ⚭ 1324 in Köln Margarethe von Holland (1310–1356)

Da ihr Mann und ihr Vater Rudolf politisch eng zusammenarbeiteten und Ludwig oft an den Hoftagen ihres Vaters teilnahm, reiste Mathilde mit ihm zu ihrer Familie und konnte so weiterhin engen Kontakt mit ihrer Mutter und ihren Schwestern pflegen.
Nachdem ihr Vater 1291 verstorben war, wurde Adolf von Nassau römisch-deutscher König – zum Widerwillen ihres Bruders Albrecht und ihres Mannes, der Albrecht unterstützte. Da Ludwig nach der Königswahl das nassauische Königshaus an sein Fürstentum binden wollte, schlossen Adolf von Nassau und Ludwig II. einen Ehevertrag für ihre Kinder Rudolf I. und Mechthild von Nassau.

## Witwenschaft
Nach dem Tod Ludwigs 1294, ergab sich für Mathilde die Schwierigkeit, Entscheidungen für ihre Wittelsbacher Familie nicht zuungunsten ihres Bruders Albrecht I. von Österreich zu treffen. In mehreren Konflikten zwischen ihrem Bruder und Adolf von Nassau, der von ihrem Sohn Rudolf I. unterstützt wurde, versuchte sie sich als Vermittlerin.
Ihr Wittum, welches um Heidelberg und entlang des Rheins verteilt war, musste sie für die Heirat zwischen ihrem Sohn und Mechthild von Nassau gegen oberbayerische und oberpfälzische Gebiete eintauschen.
Entsprechend der Erbteilung der wittelsbachischen Gebiete, sollte Oberbayern dem minderjährigen Ludwig IV. zuteilwerden, allerdings versuchte Rudolf I. die Vormundschaft seines Bruders zu übernehmen und so auch Ansprüche auf Oberbayern auszuüben. Das führte zu Konflikten zwischen Mathilde und Rudolf I., wobei Mathilde 1302 in München von ihrem Sohn festgenommen und gezwungen wurde, sich nicht mehr in Regierungsangelegenheiten einzumischen. Nachdem sie wieder frei gekommen war, brach sie das Versprechen und sicherte sich die Unterstützung ihres Bruders Albrecht.
Am 23. Dezember 1304 verstarb sie in München und wurde im Kloster Fürstenfeld bei ihrem Mann begraben.